# グラウンドワーク三島

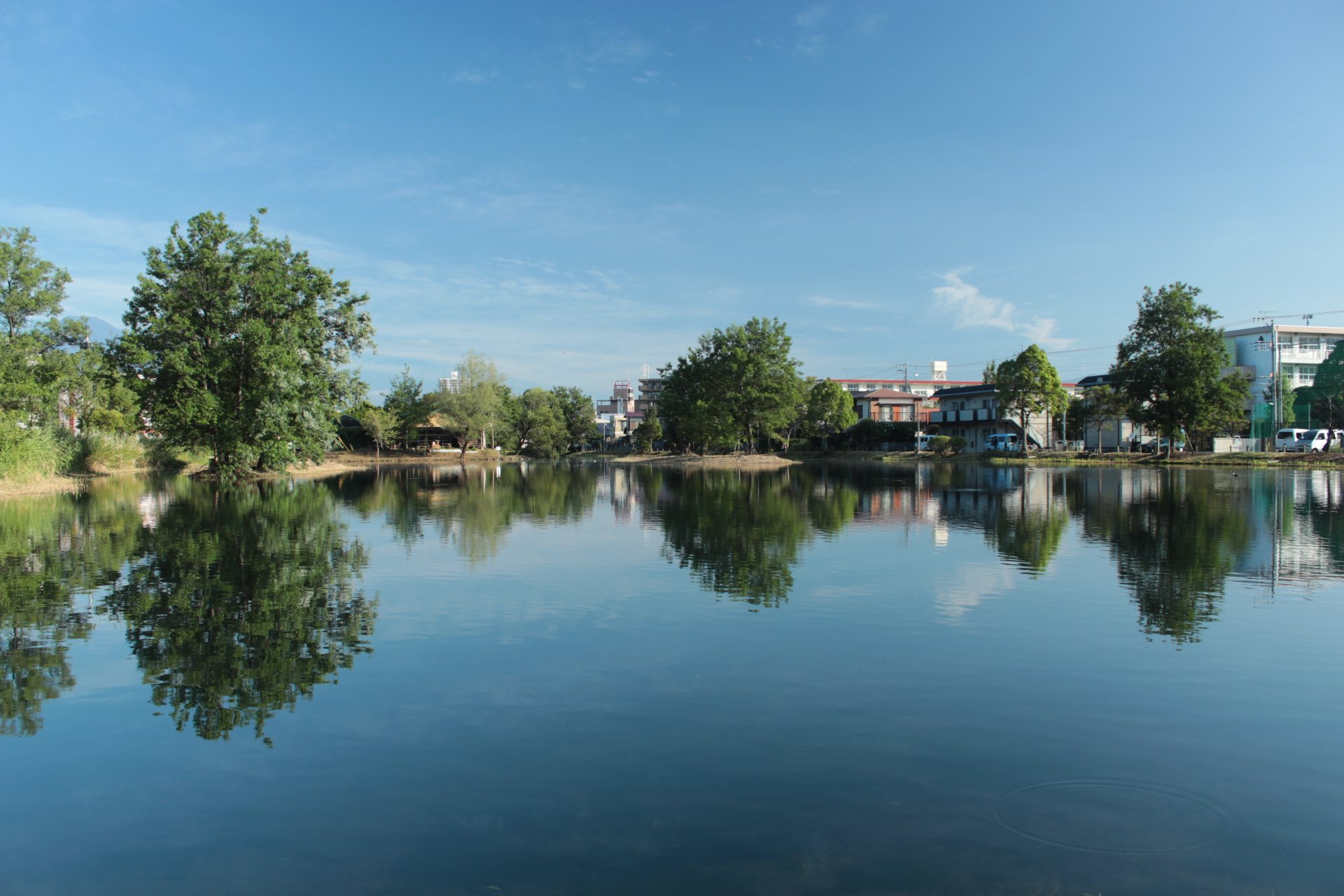
中郷温水池

グラウンドワーク三島（グラウンドワークみしま）は、日本の特定非営利活動法人（NPO法人）の1つ。静岡県三島市の水辺自然環境の再生と復活を目的として、市内の市民団体により1992年9月に結成され、イギリス発祥の市民・NPO法人・企業・行政のパートナーシップによる環境改善活動である「グラウンドワーク活動」を日本で初めて導入した。

## 概要

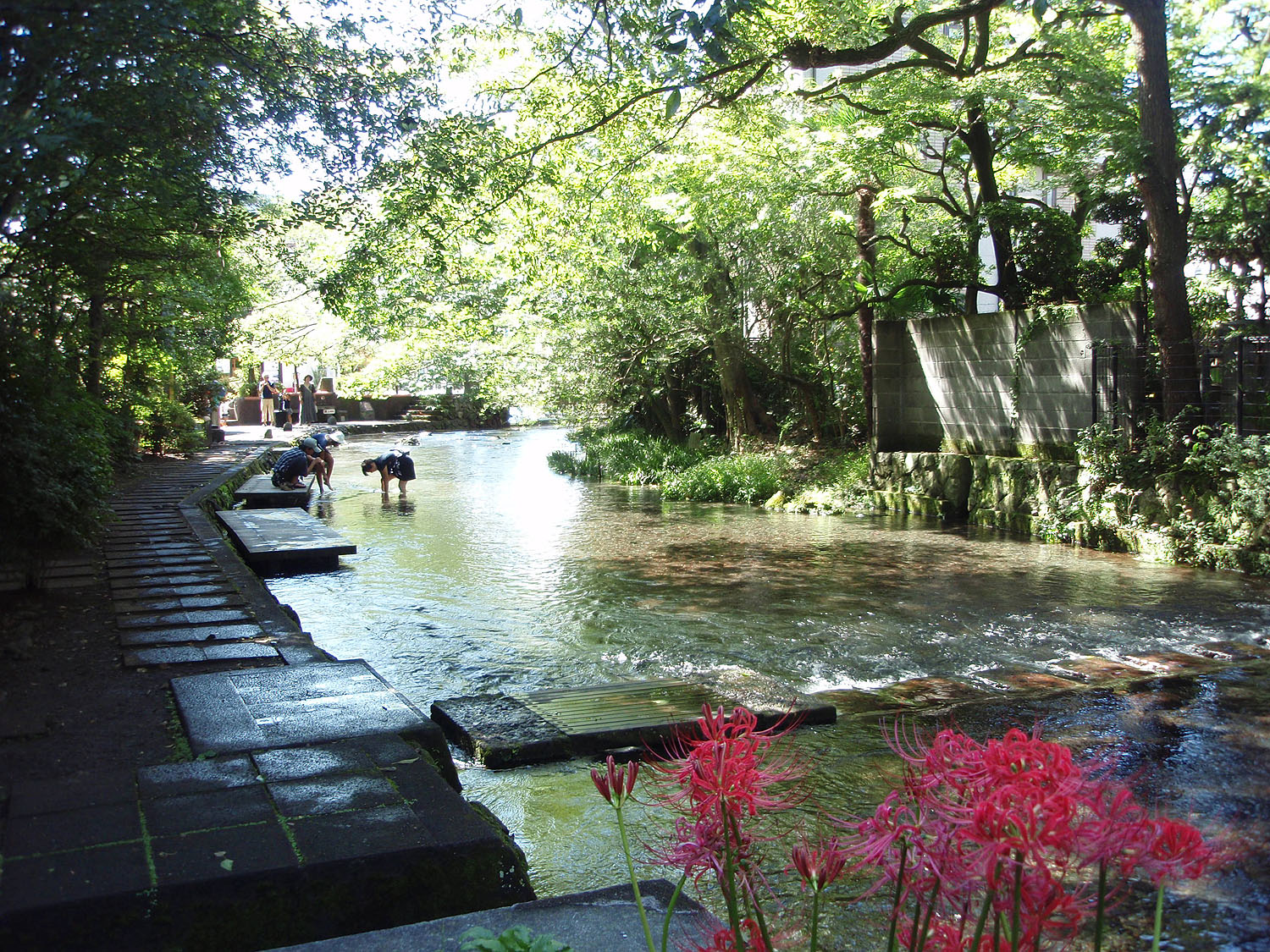
源兵衛川

環境悪化に問題意識を持った市内の8市民団体が、水辺自然環境の再生と復活を目指し、1992年9月に「グラウンドワーク三島実行委員会」を発足させた。1999年10月には特定非営利活動法人の認証を受け、現在では多くの市民団体が参加したネットワーク組織となっている。これまでに、ドブ川と化した源兵衛川の再生、市内から姿を消した水中花（水草）・ミシマバイカモの復活、ホタルの里づくり、学校ビオトープの建設、住民主体による手作り公園の維持管理等、60か所以上のプロジェクトを実践している。
水辺の環境再生から始まった活動は、地域再生、人材育成へと拡大している。現在は地域の人的資源・環境資源を生かし、間伐材を活用した木・竹製品作りや遊休農地を活用した三島そば栽培などの「環境コミュニティ・ビジネス」、中心市街地の空き店舗の活用によるにぎわい再生、実践地を活用した社会的起業やまちづくりの担い手育成、国際環境交流、被災地の子どもの心のケアを目的とした、東日本大震災・熊本地震復興支援「子どもを元気に富士山プロジェクト」などに取り組んでいる。
理事長は小松幸子、副理事長は小野徹、専務理事・事務局長は渡辺豊博（都留文科大学特任教授）。

## 主な活動
- 水辺環境再生
  - 源兵衛川・中郷温水池の水辺環境の再生
- 自然環境保全再生
  - 松毛川（灰塚川）
  - 境川・清住緑地
  - 宮さんの川・ほたるの里
- 地域の宝再生
  - 三島梅花藻の里
  - 雷井戸
  - 鏡池ミニ公園
  - 腰切不動尊
  - 窪の湧水
- 手作り公園
  - みどり野ふれあいの園
  - 鎧坂ミニ公園
  - 沢地グローバルガーデン
- 環境教育・視察研修

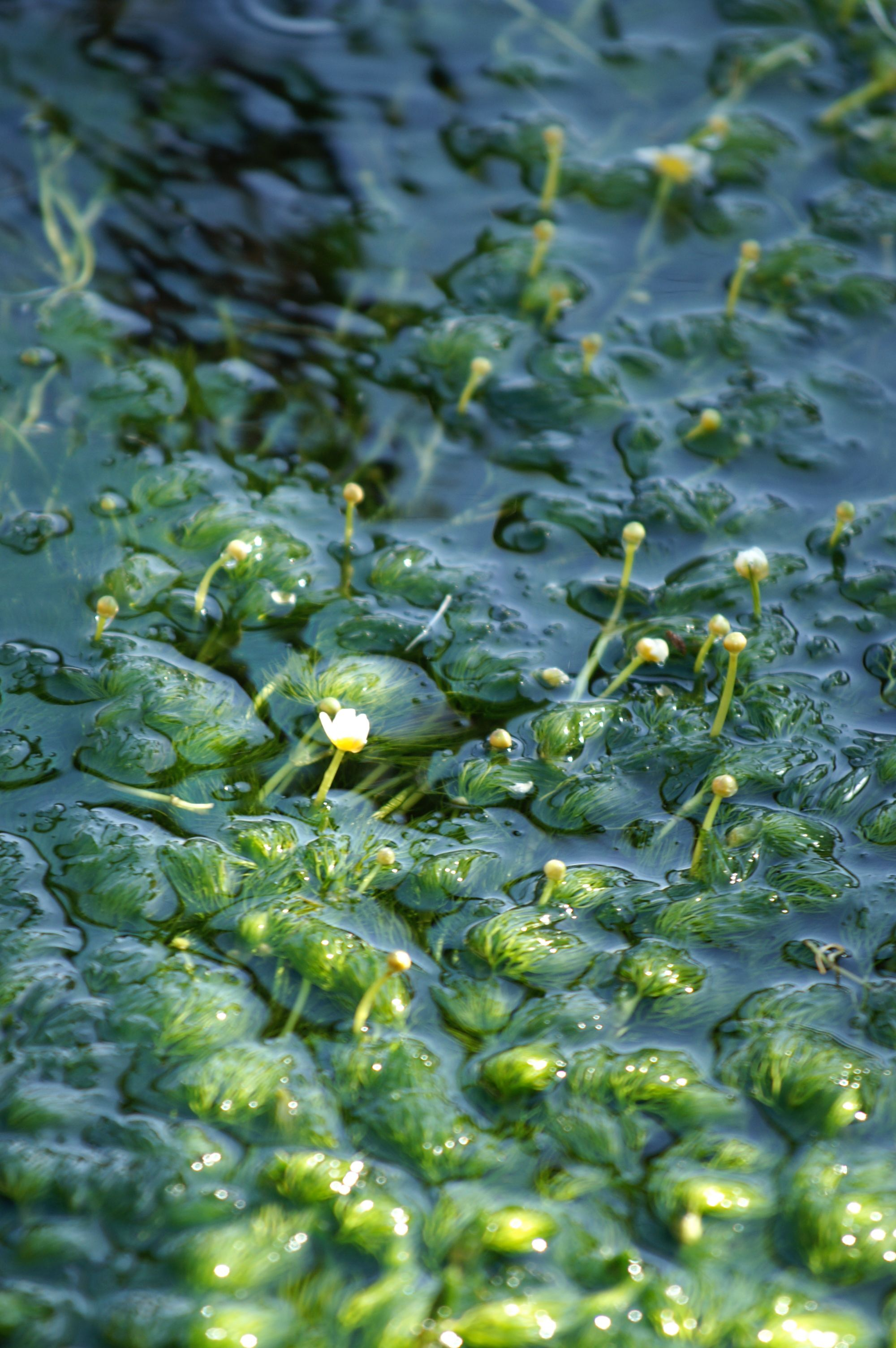
ミシマバイカモ

  - 学校ビオトープ（三島市立長伏小学校、静岡県立三島南高等学校、函南さくら保育園など）
  - 自然観察会（「鎮守の森探検隊」など）
  - 人材育成研修
- 環境コミュニティ・ビジネス
  - せせらぎシニア元気工房
  - そばつくり隊
  - 三島街中カフェ（3店舗）
  - 三島農村カフェ
- 海外事業
  - 日英若者交流
  - 日韓バイカモ交流
  - ネパール若者交流
- 震災支援活動「子どもを元気に富士山プロジェクト」
  - 「心を元気にするショートツアー」（東日本大震災復興支援活動、熊本地震復興支援活動）
  - 「富士山に登って元気になろうツアー」（東日本大震災復興支援活動）
  - 「大学生出前寺子屋教室」（東日本大震災復興支援活動）

## 評価
- 2005年、土木学会デザイン賞2004「最優秀賞」を受賞。
- 2005年、都市景観大賞「美しいまちなみ大賞」を受賞。
- 2005年、「三島市街中がせせらぎ事業」で、手づくり郷土賞平成17年度（地域整備部門）受賞。
- 2006年、第7回明日への環境賞を受賞[2]。
- 2006年、あしたのまち・くらしづくり活動賞「内閣総理大臣賞」を受賞。
- 2009年、第18回地球環境大賞「環境地域貢献賞」を受賞。
- 2010年、第16回「日韓国際環境賞」を受賞。
- 2011年、第1回地域再生大賞「大賞」を受賞[3]。
- 2011年、手づくり郷土賞平成23年度大賞受賞。
- 2014年、市民普請大賞「グランプリ」を受賞。
- 2015年、第4回生物多様性アワード「優秀賞」を受賞。
- 2015年、第26回緑の環境デザイン賞「国土交通大臣賞」を受賞。
- 2016年、第18回日本水大賞「環境大臣賞」を受賞。